# Zoroastre
Pour les articles homonymes, voir Zoroastre (homonymie).
Zoroastre, aussi appelé Zarathushtra ou Zarathoustra (en persan : زرتشت ; en avestique : Zaraϑuštra ; en grec : Ζωροάστρης, en kurde Zerdeşt), est une figure considérée comme le prophète et fondateur du zoroastrisme. Il est difficile, étant donné cette époque reculée et l'importance du personnage, sources de nombreuses narrations épiques et même d'affabulations, de donner des dates et des lieux précis à son sujet. Il serait né dans le Nord ou l'Est de l'actuel Iran. Traditionnellement, l'histoire de sa vie est présentée comme se déroulant entre les VIIe et VIe siècles av. J.-C. mais de nouvelles études tendent aujourd'hui à repousser cette estimation pour finalement situer sa vie entre les XVe et XIe siècles av. J.-C..
Quelques bribes de sa vie sont connues grâce aux hymnes gathiques (en persan "gathas" گاتاها) de l'Avesta (en persan اوستا), rédigés en vieux Persan, tandis que le reste de l'Avesta est composé de "vedas" (hymnes) rédigés dans une langue indo-iranienne archaïque, vieille d'environ 3 000 ans, l'avestique. Cette dernière se montre très proche des textes védiques indiens du Rig-Véda, où l'on retrouve le même type de grammaire que dans le livre saint de Zoroastre. On le connaît aussi à travers la tradition qui rapporte un récit épique de sa vie, tel un scénario exemplaire empli d'événements surnaturels et de miracles. Il est donc perçu comme un personnage historique, mais les dates à son sujet sont très discutées.
Dès le IVe siècle Eusèbe de Césarée, évêque et écrivain, malgré ses préjugés chrétiens à l'égard du paganisme, écrit dans sa Préparation Évangélique : « La plus belle définition de la divinité qui se trouve parmi les Anciens est celle de Zoroastre. »
Depuis les années 1980, une partie des chercheurs ont toutefois émis l'hypothèse que Zarathustra ne serait pas une figure historique, mais mythologique. En effet, en dehors des témoignages étrangers ou tardifs, les Gathâs, la partie la plus ancienne de l'Avesta, font de Zarathustra la figure idéale du prêtre, et non l'auteur ou le prophète à l'origine d'une réforme religieuse comme on a tendance à le croire.

## Nom de Zoroastre
Sur l'étymologie du nom Zarathoustra, de très nombreuses hypothèses ont été émises, parmi lesquelles on trouve : adonné à l'agriculture, (chez Ascoli), semence de la déesse Ishtar (chez Henry Rawlinson), splendeur de l'or (chez Jules Oppert). Eugène Burnouf voit dans ce mot, le composé bahuvrihi en avestique, zaraϑ-uštra, la finale uštra désignerait le chameau ou dromadaire mais plusieurs hypothèses existent concernant la première partie du mot. Il pourrait s'agir de l'adjectif « jaune », ou bien de l'adjectif « vieillissant » ce qui donnerait « celui qui possède de vieux chameaux » ou « celui qui possède des chameaux jaunes ». On trouve aussi la traduction « celui qui est proche de l'exaltation ».[réf. nécessaire]
Mais une autre hypothèse, décomposant le mot en Zara-Thustra, le traduit en «astre d'or» (Windischmann (en), Anquetil-Duperron).
La traduction grecque du nom en Ζωροάστρης (Zôroástrês), par confusion avec les prêtres chaldéens spécialisés en astronomie, conduit à la version française Zoroastre. Cette traduction conforte une interprétation qui le lierait aux astres. Selon le Traité de la Magie, le mot Ζωροάστρην (Zôroástrên) signifie « qui sacrifie aux astres ».[réf. nécessaire]

## Enseignement de Zoroastre
Zoroastre, dit « fils d'Ormuzd », « fils d'Horomasde » ou « fils de Pouruchaspa » — ce qui est une métaphore car ce nom n'est pas celui de son père biologique mais de sa divinité, Ohrmazd (aussi appelé Ahura Mazda) — aurait commencé sa vie comme prêtre de la religion régnant alors en Perse, le mazdéisme, qui comportait entre autres de nombreux rites sacrificiels, en particulier d'animaux. Il eut une série de visions, dans lesquelles il vit Ahura Mazda (en persan : اهورامزدا), divinité suprême, et commença alors une prédication, prêchant :
- la venue du Royaume de Justice, la coopération à l'œuvre de Dieu (Ahura Mazda), sous peine de châtiment total ;
- le dieu Ahura Mazda, élevé au rang de dieu suprême, reléguant les autres divinités de la religion à un rang secondaire ;
- une forme de monothéisme (Ahura Mazda) et de dualisme à la fois, dualisme cosmique (Esprit Saint/Esprit Mauvais) et dualisme éthique (bien/mal). Ce thème sème le désaccord entre les savants en mazdéisme : Plutarque est pro-dualisme, Martin Haug pro-monothéisme, Walter Henning pro-dualisme, Gherardo Gnolli pro-monothéisme, etc. Yasna gâthâ 30.3 et 30.4 (trad. J. Duchesne-Guillemin) : « Or, à l'origine, les deux esprits qui sont connus comme jumeaux sont, l'un, le mieux, l'autre, le mal en pensée, parole, action. Et entre eux deux, les intelligents choisissent bien, non les sots. » « Et lorsque ces deux esprits se rencontrèrent ils établirent à l'origine la vie et la non-vie, et qu'à la fin la pire existence soit pour les méchants, mais pour le juste la Meilleure Pensée. » Donc deux Esprits, Angra Mainyu (l'Esprit Mauvais, la Mauvaise Pensée ; Ahriman en moyen-perse) (45.2) et Spenta Mainyu (l'Esprit Saint) (44.7) ; Ahura Mazda est le père de Spenta Mainyu, d'Asha, de Vohu Manah, d'Armaiti. Et deux choix : Asha (Justesse) et Druj (Tromperie, Mensonge).
- la critique des pratiques de la religion traditionnelle notamment le culte de Mithra (le mithraïsme) – ce qui lui attire les foudres des prêtres –, car ces sacrifices d'animaux étaient particulièrement cruels (du fait de sa conviction qu'eux aussi possédaient une âme)[15] et qu'ils constituaient une source de revenus pour les dirigeants religieux ;
- la condamnation de la consommation de boissons enivrantes — haoma (cf. le soma, en sanskrit) —, qui empêche l'homme de réfléchir avec clarté et qui avait cours dans le mithraïsme.

L'ancienne religion perse était soutenue essentiellement par les familles aristocratiques guerrières. Or les arguments de justice et de conscience personnelle heurtèrent profondément les coutumes et les mentalités de ces mêmes vieilles familles. Non seulement ses idées ne plurent pas, mais surtout elles remettaient en cause le pouvoir établi. Pourchassé par le peuple, il dut s'enfuir pour sauver sa vie.
Après plusieurs années d'exil au cours desquelles il aurait eu des entretiens mystiques avec Ahura Mazda, il finit par trouver à Bactres un protecteur puissant, Vishtaspa (Hystaspès en grec), roi semi-légendaire, qui suivra son enseignement à travers un parcours initiatique.
Cette première victoire de Zoroastre va en engager d'autres : Hystaspès contraint ses sujets, puis les sujets qu'il a vaincus à la guerre, à se convertir au zoroastrisme. La religion s'étend, surtout en Perse et chez les Parthes qui en font une religion officielle, et la dotent d'une véritable institution ecclésiastique – la caste des Mobads – qui aura une grande influence dans les affaires de l'État ainsi que la politique.

## Datation
Encore une fois, les dates de naissance et de mort de Zoroastre sont des données imprécises et discutées, qui varient grandement selon les sources,. Dans la mythologie persane, notamment le Šahnāma, mais également dans ce que l'on peut entendre de la tradition orale, Zoroastre aurait vécu entre l'an -1000 et l'an -400.
- Datation légendaire. Zoroastre était célèbre durant l'Antiquité pour avoir fondé la religion des Mages. Son nom est cité par Xanthos de Lydie, Platon, Plutarque, Pline l'Ancien, Diogène Laërce. Les estimations grecques, influencées par la mythologie perse sur les grands cycles de 3 000 ans, proposent des dates très reculées : -6480 selon Xanthos de Lydie[19], -6350 selon Pline l'Ancien[20], -6300 selon Eudoxe, -6200 selon Hermodore, -6000 selon Plutarque[21].

- Datation archéologique. Les preuves archéologiques remettent en cause certaines théories religieuses : Askarov (1984) démontre à partir d'excavations en Ouzbékistan[22] que Zoroastre aurait vécu après -2000.

- Datation haute (Gâthâs antérieurs au VIe siècle av. J.-C.)[23]. « Skjaervø[24] est partisan d'une datation ultra-haute, puisqu'il situe les Gâthâs en 1700 avant notre ère et les textes des Yashts en 900 avant notre ère. » Khosro Khazai Pardis retient aussi -1700 et mentionne les travaux du savant iranien contemporain Zabih Behrouz (2004), fondés sur des indications astronomiques, qui placent précisément le début de la rédaction des Gathas en -1738[25]. L'analyse linguistique des Gāthās, seuls textes directement liés à Zoroastre, et la comparaison avec les langues actuelles et passées de l'Iran et le sanskrit, donnent une estimation globale entre -1400 et -1000 (Mary Boyce, A History of Zoroastrianism, 1989.). Des estimations actuelles (B. C. Hummel, Lommel, Geldner...)[26] situent l'époque de Zoroastre autour de -1000. Jean Kellens invite à « placer Zarathustra aux alentours de l'an mil avant notre ère »[27]. Bartholomae propose 900 av. J.-C.[28].

- Datation moyenne (entre VIe et IVe siècles av. J.-C.). L'approche historique compare les coutumes sociales décrites dans les Gathas à celles connues par l'étude historique — mais à cause du caractère « ésotérique » des Gāthās, qui prêtent à l'interprétation libre, l'estimation est plus difficile. Les savants sont nombreux à pointer les VIIe et VIe siècles av. J.-C.[29] : 660 av. J.-C. selon Arthur Christensen[30], 660-583 selon Jackson, 618-541 selon Henning, 570-550 selon Ernst Herzfeld, 589-512 selon Anquetil-Duperron[31]. Walther Hinz suppose une rencontre entre Zoroastre et Cyrus II, fondateur de l'Empire perse achéménide entre -550 et -530[32]. Pour les parsis : 660-583 av. J.-C., sous les rois mèdes Phraortès, Cyaxare et Astyage[33].

- Datation pahlevie. Le Būndahišn (Création), un texte important du zoroastrisme, indique que Zoroastre vivait 258 ans avant la conquête de la Perse par Alexandre le Grand (en -330), c'est-à-dire en -588[34], sous le roi mède Cyaxare.

- Datation basse. Certains chercheurs ont postulé des dates plus tardives, aujourd'hui contestées : l'estimation à l'an -100 (James Darmesteter)[35] est rejetée depuis 1938.

## Vie de Zoroastre
Ce que l'on sait de la vie de Zoroastre nous vient principalement de l'Avesta, dont les Gathas sont la partie la plus ancienne, des textes grecs, de la tradition orale, et des preuves archéologiques.
Le Spena Nask, 13e section de l'Avesta, décrit la vie de Zoroastre. Ce chapitre, transmis oralement, n'a plus aucune cohérence. Les biographies dans les sept livres du Dēnkard (IXe siècle) et le Šahnāma (livre des Rois, en Persan شاهنامه) auraient été démontrées comme fausses.
Il est aisé cependant d'affirmer que Zoroastre a vécu au nord-est de l'Iran actuel. Les Grecs s'y réfèrent en l'appelant le Bactrien (un habitant de la Bactriane, l'actuel Afghanistan du nord, un Mède ou un Perse d'il y a 5 000 ans). Son épouse est dénommée Hvōvi. Ils ont trois filles : Freni, Friti et Pourucistā, ainsi que trois fils : Isat Vastar, Uruvat-Nara et Hvare Ciϑra. Sa mère s'appelait Dughdova ; son père était Pourushaspa Spitāma. Son grand-père s'appelait Haecadaspa Spitāma.
Zoroastre aurait eu une illumination concernant le dieu Ahura Mazda, à l'âge de 30 ans. Il créa les bases de sa religion et y convertit son épouse, ses enfants et son cousin Maidhyoimangha.
Les Grecs ont beaucoup fabulé sur sa vie et notamment son enfance. D'après Pline, Zoroastre aurait ri le jour de sa naissance et aurait vécu dans la sauvagerie. Plutarque le compare à Lycurgue et Numa Pompilius (Numa, 4). Dion Chrysostome compare l'Ahura Mazdā de Zoroastre à Zeus. Plutarque, en s'inspirant de Théopompe, compare le zoroastrisme et l'histoire d’Isis et Osiris.
Les Gathas sont un recueil de prophéties et d'admonitions sous forme poétique, qui relatent un dialogue entre le Dieu et les Aməa Spəntas « Immortels » (en pahlavi Amahraspandān). Cependant, ces textes contiennent des allusions personnelles — sa difficulté à transmettre la religion, les insultes de l'entourage…
Il est important de reconnaître deux personnages différents, ou plutôt deux différentes visions du personnage : le Zoroastre tel que décrit dans l'Avesta et le Zoroastre des Gathas. Dans l'Avesta, on le décrit se battant avec les Daēva (démons immortels, en pahlavi Dēwān), et, dans les Yasht, il est tenté par Ahriman (en persan اهریمن) qui lui demande de renoncer à sa foi (Yasht, 17,19).
Enfin le Vendidad relate les dialogues entre Ahura Mazda et Zoroastre. Ce sont les dernières traces de son discours au sujet de sa doctrine exposée à la cour du Roi Vištaspa ; bien que son authenticité soit à de très nombreuses reprises remise en cause, y compris par certains spécialistes du zoroastrisme, telle que Mary Boyce, et même par des mobeds.

## Pseudo-Zoroastre
Divers ouvrages sont, dès l'Antiquité, attribués à tort, à Zoroastre. « Dans la masse de littérature pseudo-zoroastrienne produite à l'époque hellénistique, se trouvait une œuvre, De la Nature, en quatre livres, et des récits traitant des propriétés magiques des plantes et des pierres, de même que des descriptions d'Hadès. Une seconde vague de littérature zoroastrienne vit le jour dans les deux premiers siècles de notre ère, littérature composée par différentes sectes gnostiques - dans les écrits apocryphes de Clément, par les Séthiens, et par les disciples de Prodicus ». Citons :
- Zostrien[38], traité gnostique rédigé en grec à la fin du IIe siècle, conservé en copte. Le personnage central s'appelle Zostrien (Zôstrianos, en grec), il est considéré comme un ancêtre de Zoroastre.
- Oracles chaldaïques (vers 170), attribués faussement à Zoroastre par Gémiste Pléthon[39].

Pline l'Ancien s'interroge : « Mais n'a-t-il existé qu'un seul Zoroastre, n'y en eut-il pas un autre plus tard ? On n'est pas d'accord sur ce point. » Antoine Fabre d'Olivet soutient que « le premier Zoroastre » établit une monarchie théocratique mille ans avant la naissance de la Perse avec Ninus.

## Influence sur la culture européenne

Couverture allemande d'une édition de Ainsi parlait Zarathoustra.

Les plus anciennes références sont de Polybe, au IIe siècle avant notre ère, qui se pose la question : « Comment et grâce à quelle forme de gouvernement l'État romain a réussi à dominer la terre entière en si peu de temps ? ». Il fait alors référence aux Perse de culture zoroastrienne. Les relations entre le Daquin (empire romain) et le pays des Sères (empire chinois) passent par la soie, principal objet d'échanges, qui parcours la route de la soie à travers une région imprégnée de zoroastrisme.
La connaissance sur le zoroastrisme et sur Zoroastre commence à se développer en Europe dès la Renaissance où il est perçu comme un maître oriental de la sagesse par des auteurs comme Jean Pic de la Mirandole et Marsile Ficin. Avec la naissance de l'orientalisme et les études orientales du XVIIe siècle, le personnage de Zoroastre et sa philosophie sont étudiés : Pierre-Daniel Huet le compare à Moïse dans son Demonstratio evangelica de 1679 ; Barthélemi d'Herbelot le mentionne dans sa Bibliothèque orientale (1697), et Thomas Hyde vulgarise son œuvre dans son Historia religionis veterum persarum (1700).
La vulgarisation de l’œuvre de Hyde conduit à populariser le personnage. Voltaire s'empare de son image dans Zadig et dans  Essai sur les mœurs . Il lui consacre tout un chapitre critique de son Dictionnaire philosophique.
Cette fascination pour ce personnage trouve son expression dans l’opéra franc-maçon de Mozart, La Flûte enchantée (1791), avec la personne de Sarastro. Cet opéra est précédé de près de quarante ans par une œuvre de Rameau et Cahusac , Zoroastre (1749). Il apparait également, comme magicien, dans le prologue de l'opéra-ballet, Les Génies (1736), de Mademoiselle Duval.
En 1883, Nietzsche écrit Ainsi parlait Zarathoustra. Dans cet ouvrage, Nietzsche s'empare du personnage de Zoroastre, imagine son retour, et lui fait « renverser son message moraliste »,, en changeant radicalement son message.
Richard Strauss, inspiré par Nietzsche, écrivit son Opus 30, connu sous le titre Also sprach Zarathustra, dont l'introduction grandiose fut utilisée dans de nombreux films, notamment 2001, l'Odyssée de l'espace, de Stanley Kubrick.

### Paroles de Zoroastre traduites en français
Dans l'Avesta, les gâthâ (chants, cantiques, hymnes) de Yasna no 28, 29, 30, 31, 32, 33, 34, 43, 44, 45, 46, 47, 48, 49, 50, 51, 53. Khosro Khazai Pardis rappelle ceci : ce n'est qu' "en 1861 que le brillant philologue allemand Martin Haug réussit à isoler les dix-sept hymnes des Gathas du reste de l’Avesta et à les traduire (Die fünf Gathas, 1858-1862)" (Les gathas, Albin Michel, 2011, p. 35).
- Charles de Harlez, Avesta, livre sacré du zoroastrisme, traduit du texte Zend, Maisonneuve, 1881. Traduction reproduite dans Guy Rachet, Avesta. Le livre sacré du zoroastrisme, t. I, Sand, 1996. en ligne
- James Darmesteter, Le Zend-Avesta, Adrien-Maisonneuve, 1892-1893, 3 vol. Traduction académique.
- Carlos Bungé, Les Gathas de Zoroastre. Invocations d'un sage de la Perse antique à la Divinité, transcrites en prose rythmée, Les éditions mazdéennes, 1933, 66 p.
- Jacques Duchesne-Guillemin, Zoroastre. Étude critique avec une traduction commentée des Gâthâ, Paris, G. P. Maisonneuve, 1948, p. 170-285. Traduction reproduite dans Jean Varenne, Zoroastre. Le prophète de l'Iran, Paris, Dervy, 1996, p. 129-218.
- Amîr Mehdî Badi, Monde et parole de Zarathoustra, Paris, Payot, 1961, 190 p. Traduction qui n'est pas un « ouvrage technique » : voir M. Molé, « Amîr Mehdi Badi. Monde et parole de Zarathoustra (compte-rendu) », Revue de l'histoire des religions, nos 164-2,‎ 1963, p. 235-236 (lire en ligne)
- Parviz Abolgassemi, Gāthā / Zarathus̆tra, Aix-en-Provence, Publications de l'Université de Provence, 1999, 122 p.  (ISBN 9782853994491)
- Khosro Khazai Pardis, Les Gathas, le livre sublime de Zarathoustra, Albin Michel, coll. "Spiritualités vivantes", 2011, p. 115-213. Khosro Khazai Pardis est le directeur du Centre Européen d’Études Zoroastriennes (Bruxelles). Docteur en archéologie, en histoire des civilisations et des philosophies orientales (Université libre de Bruxelles et Université de Gand).
- Jean Kellens, Les Gâthâs dites de Zarathustra et les origines du mazdéisme, Collège de France, cours du 20 janvier 2012. en ligne Tentative de traduction des deux derniers chapitres de la première Gâtha, Collège de France, cours du 2012 en ligne. (Traduction savante).

### Études sur Zoroastre
- Yves Bomati, Houchang Nahavandi, Les grandes figures de l'Iran, Paris, Perrin, 2015  (ISBN 978-2-262-04732-0).  — Voir le chapitre consacré à Zarathoustra.
- (en) Mary Boyce, A History of Zoroastrianism, Leyde, 1975.
- (en) Mary Boyce, Zoroastrians, their religious beliefs and practices, Londres, Routledge, 1979.
- Paul Du Breuil, Zarathoustra (Zoroastre) et la transfiguration du monde, Paris, Payot, 1978.
- Jacques Duchesne-Guillemin, Zoroastre, étude critique avec une traduction commentée des gatha, Paris, Robert Laffont, 1975 (1948).
- Richard Foltz, L’Iran, creuset de religions : de la préhistoire à la Révolution islamique, Québec : Les Presses de l’Université Laval, 2007
- Gherardo, Gnoli, De Zoroastre à Mani : quatre leçons au Collège de France, Paris, Klincksieck, 2000.
- Jean Kellens,, La quatrième naissance de Zarathushtra, Paris, Seuil, 2006.
- Khosro Khazai Pardis, Les Gathas. Le livre sublime de Zarathoustra, Paris, Albin Michel, 2011.
- Marijan Molé, Culte, mythe et cosmologie dans l’Iran ancien, Paris, Presses universitaires de France, 1963.
- Ann Van Sevenant, Ainsi pensait Zarathoustra, une philosophie avant la lettre, Paris, Non Lieu, 2017  (ISBN 978-2-35270-243-6).
- Jean Varenne, Zarathushtra et la tradition mazdéenne, Paris, Seuil [rééd. 1977], 1962.
- Jean Varenne, Zoroastre, le prophète de l'Iran, Dervy, 1996.
- Geo Widengren, Les Religions de l’Iran, Paris, Payot, 1968.

### Autres
- Jean Prieur, Zarathoustra, homme de lumière, Paris, Robert Laffont, 1982.

- Images et symboles du zoroastrisme.
- Le message de Zoroastre (Les Racines du ciel - France Culture).

- Zoroastre et le zoroastrisme

- Harry Thurston Peck : Zoroastre (1898)

- Les Gāthās de Zaraθuštra

- Recent Speculation on the date of Zoroaster.

### Banques de données, dictionnaires et encyclopédies
- Ressources relatives à la musique :   - International Music Score Library Project
  - MusicBrainz
- Ressources relatives aux beaux-arts :   - British Museum
  - Union List of Artist Names
- Ressource relative à la religion :   - Dictionnaire de spiritualité
- Notices dans des dictionnaires ou encyclopédies généralistes :   - Britannica
  - Brockhaus
  - Den Store Danske Encyklopædi
  - Deutsche Biographie
  - Encyclopædia Iranica
  - Gran Enciclopèdia Catalana
  - Hrvatska Enciklopedija
  - Internetowa encyklopedia PWN
  - Larousse
  - Nationalencyklopedin
  - Proleksis enciklopedija
  - Store norske leksikon
  - Treccani
  - Universalis
- Notices d'autorité :   - VIAF
  - ISNI
  - BnF (données)
  - IdRef
  - LCCN
  - GND
  - Italie
  - CiNii
  - Espagne
  - Belgique
  - Pays-Bas
  - Pologne
  - Israël
  - NUKAT
  - Catalogne
  - Suède
  - Vatican
  - Australie